# Cap-d'Ail
Ne doit pas être confondu avec Cap d'Ail.
Cap-d'Ail (Capo d'Aglio en italien, Cap d'Alh /kau̯.ˈdai̯/ en provençal niçois)  est une commune française située dans le département des Alpes-Maritimes en région Provence-Alpes-Côte d'Azur, à la limite ouest de Monaco. Ses habitants sont appelés les Cap-d'Aillois. La commune tire son nom du cap homonyme (cap d'Ail), situé sur son territoire.

## Géographie

### Localisation
La commune de Cap-d’Ail, jusqu’en 1860, était rattaché au comté de Nice. C’est en 1908 que Cap-d’Ail, qui dépendait de La Turbie, devint une commune à part entière.

#### Autour de Cap-d'Ail
- Vers le nord : frontalier avec La Turbie. / Isola 2000, à 105 km. / Grenoble, à 340 km. / Lyon, à 492 km. / Paris, à 954 km.
- Vers l'est : frontalier avec le quartier de Fontvieille de Monaco. / Menton, à 16 km. / Vintimille (Italie), à 29 km. / San Remo (Italie), à 59 km. / Gênes (Italie), à 183 km. / Rome (Italie), à 694 km. Vers l'ouest : frontalier avec Èze. / Beaulieu-sur-Mer, à 9 km. / Nice, à 18 km. / Toulon, à 170 km. / Marseille, à 226 km.

| Èze              | La Turbie        | Monaco           |
| Èze              | Cap-d'Ail        | Mer Méditerranée |
| Mer Méditerranée | Mer Méditerranée | Mer Méditerranée |

### Géologie et relief
La commune possède des plages réputées pour leur naturel, ainsi qu'un sentier littoral, que borde une végétation méditerranéenne typique.
Le relief escarpé, caractéristique du bassin versant monégasque, fait plonger la commune depuis les pentes verticales de la Tête de Chien jusqu'aux criques sauvages des plages de la Mala.

### Hydrographie et les eaux souterraines
- La commune dispose de[3] :
  - 6 forages,
  - 2 sources,
  - 1 puits.

La commune est raccordée à la station d'épuration intercommunale de Nice, d'une capacité de 650 000 équivalent-habitants.

### Climat
Le Climat classé Csb dans la classification de Köppen et Geiger.

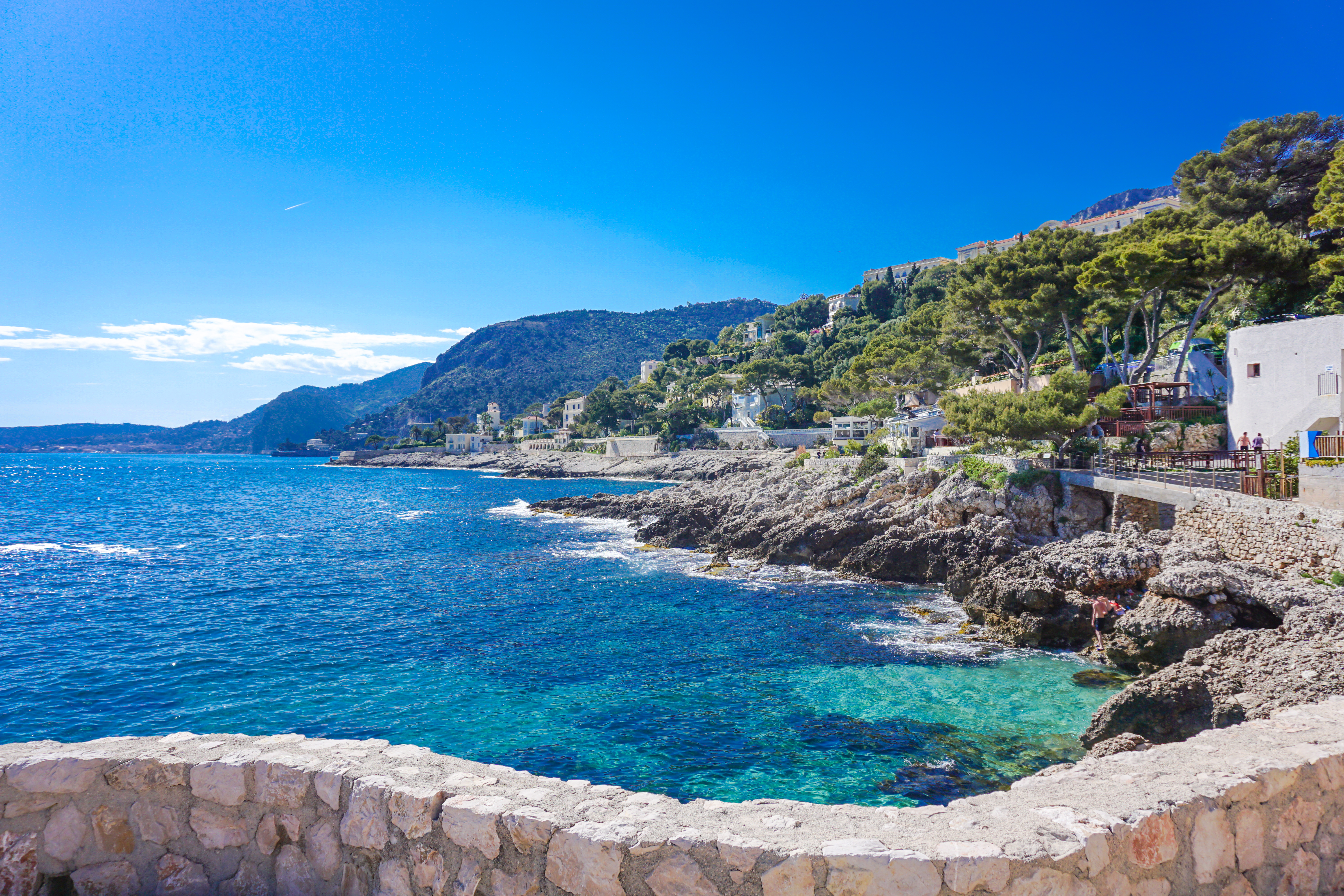
Sentier aménagé du littoral.
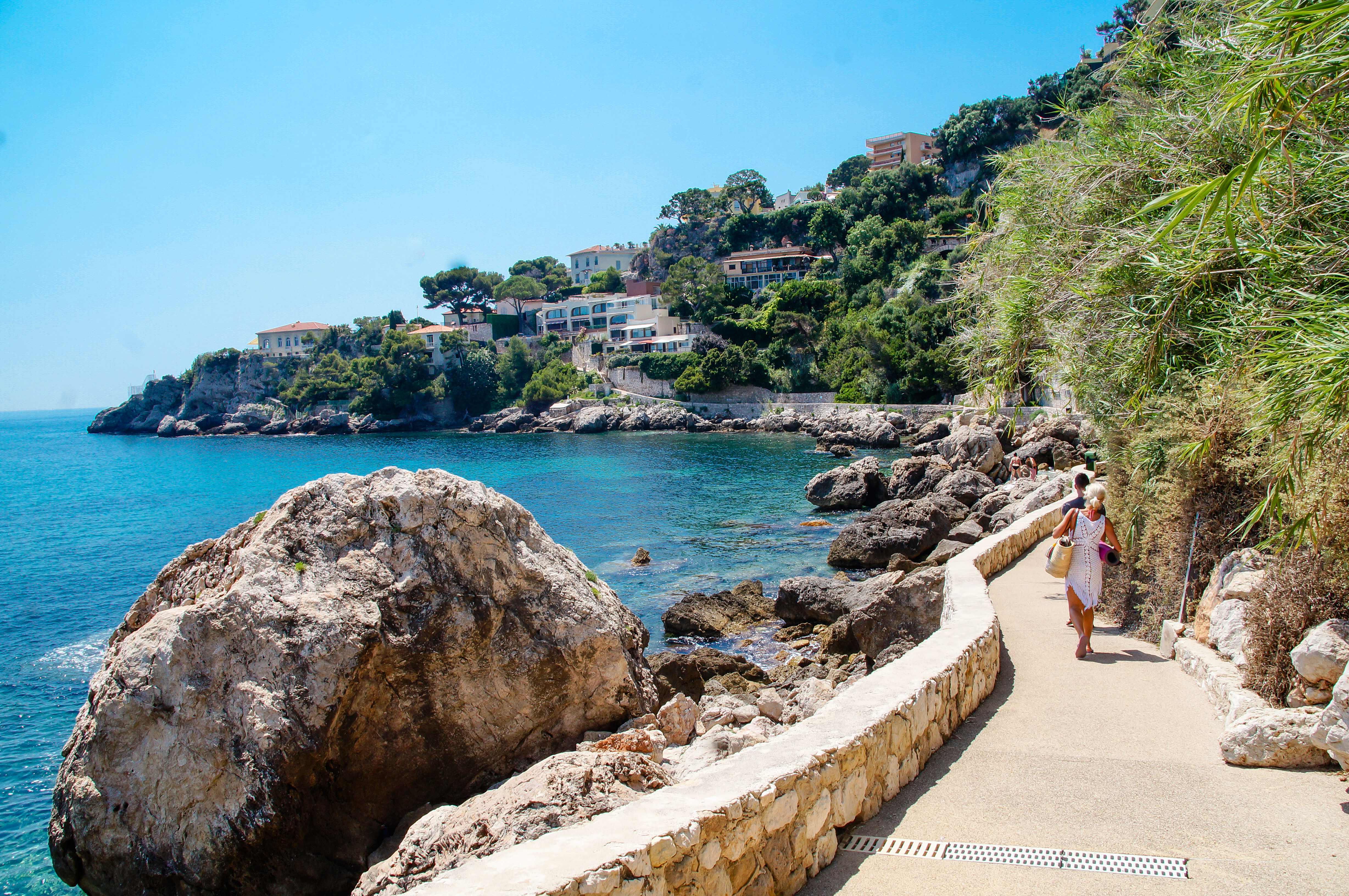
Sentier aménagé du littoral.
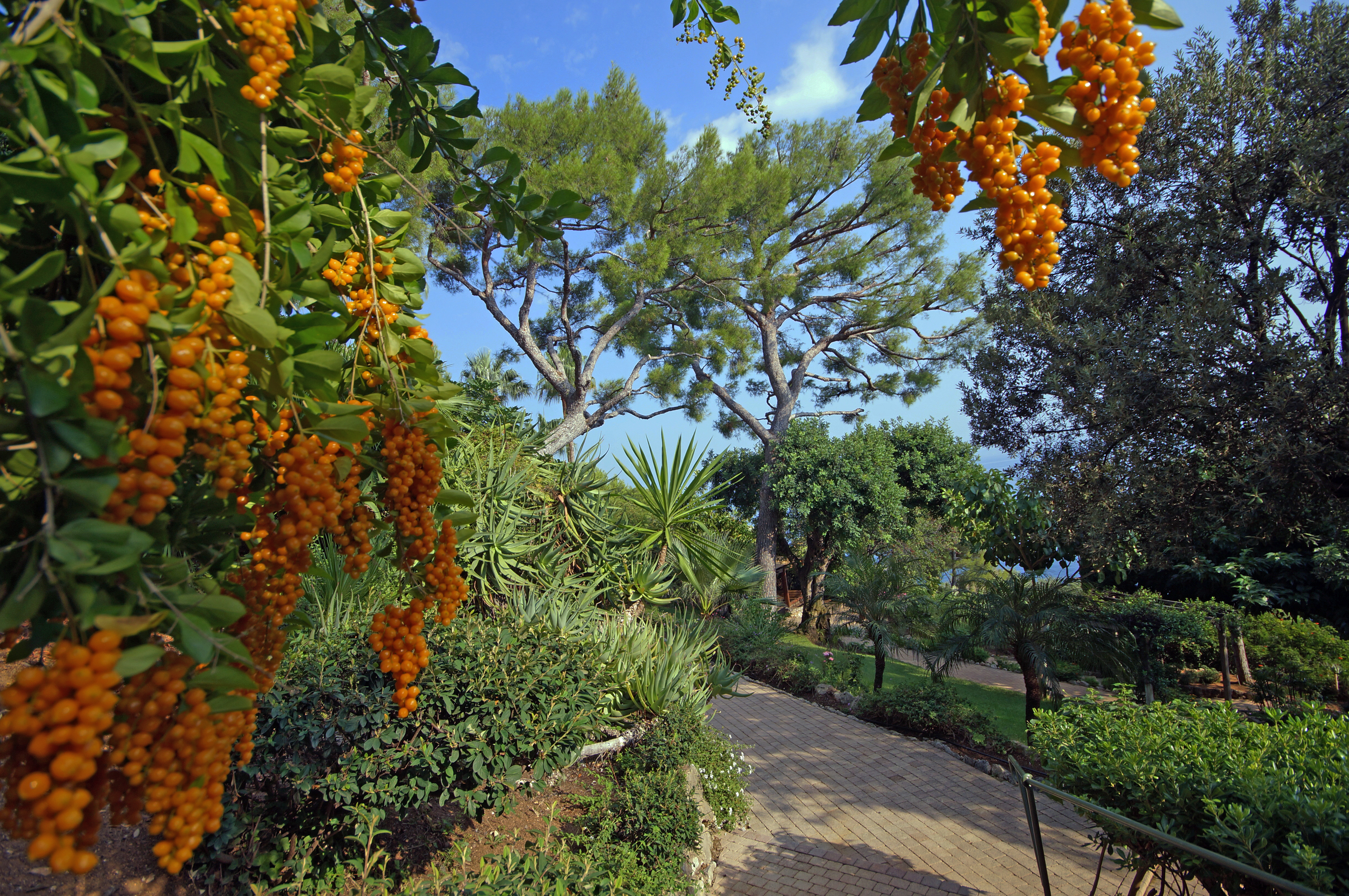
Parc Sacha Guitry.
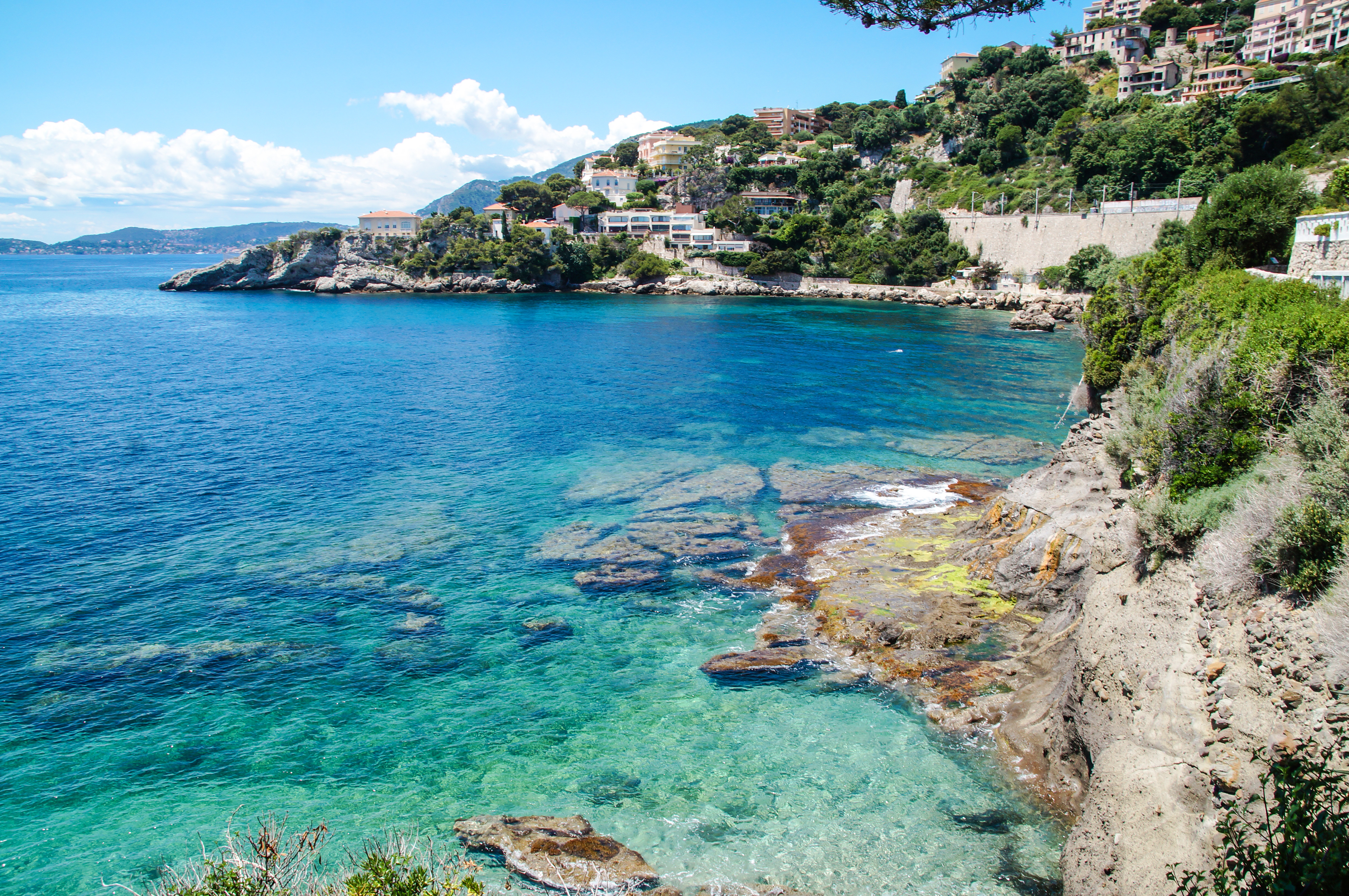
Sentier aménagé du littoral.

## Urbanisme
La commune est intégrée dans le plan local d'urbanisme métropolitain approuvé le 25 octobre 2019.

### Typologie
Au 1er janvier 2024, Cap-d'Ail est catégorisée ceinture urbaine, selon la nouvelle grille communale de densité à 7 niveaux définie par l'Insee en 2022.
Elle appartient à l'unité urbaine de Menton-Monaco (partie française), une agglomération internationale dont elle est une commune de la banlieue,. Par ailleurs la commune fait partie de l'aire d'attraction de Monaco - Menton (partie française), dont elle est une commune de la couronne,. Cette aire, qui regroupe 12 communes, est catégorisée dans les aires de 50 000 à moins de 200 000 habitants,.
La commune, bordée par la mer Méditerranée, est également une commune littorale au sens de la loi du 3 janvier 1986, dite loi littoral. Des dispositions spécifiques d’urbanisme s’y appliquent dès lors afin de préserver les espaces naturels, les sites, les paysages et l’équilibre écologique du littoral, tel le principe d'inconstructibilité, en dehors des espaces urbanisés, sur la bande littorale des 100 mètres, ou plus si le plan local d'urbanisme le prévoit.

### Occupation des sols
L'occupation des sols de la commune, telle qu'elle ressort de la base de données européenne d’occupation biophysique des sols Corine Land Cover (CLC), est marquée par l'importance des territoires artificialisés (58,3 % en 2018), en augmentation par rapport à 1990 (42,7 %). La répartition détaillée en 2018 est la suivante : 
zones urbanisées (58,3 %), milieux à végétation arbustive et/ou herbacée (36,4 %), eaux maritimes (5,3 %).
L'évolution de l’occupation des sols de la commune et de ses infrastructures peut être observée sur les différentes représentations cartographiques du territoire : la carte de Cassini (XVIIIe siècle), la carte d'état-major (1820-1866) et les cartes ou photos aériennes de l'IGN pour la période actuelle (1950 à aujourd'hui).

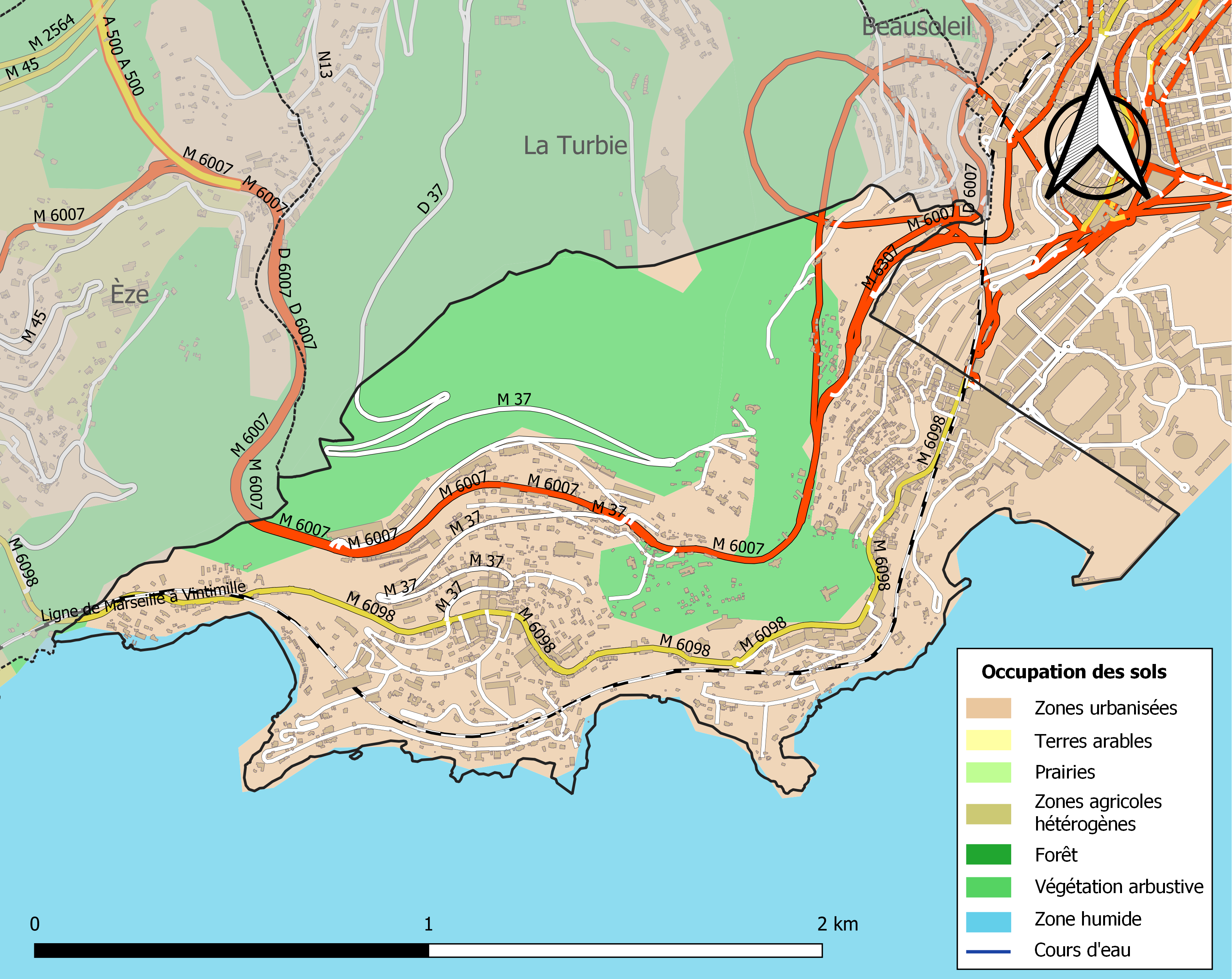
Carte de l'occupation des sols de la commune en 2018 (CLC).

### Voies de communications et transports

#### Voies routières
La commune est traversée par la RD 6098 (basse corniche) et la RD 6007 (anciennement RN7 - dite « moyenne corniche » dénommée avenue Prince-Rainier-III-de-Monaco) sur sa périphérie septentrionale. En bord de mer, le sentier littoral est un ancien parcours réaménagé de 3 600 m rejoignant les plages de la Mala et Marquet en passant par la pointe des Douaniers.

#### Transports en commun
Transport en Provence-Alpes-Côte d'Azur
- La Commune est desservie par le réseau Lignes d'Azur.

#### Lignes SNCF
- Gare de Nice-Ville,
- Gare de Cap-d'Ail,
- Gare de la principauté de Monaco.

#### Transports aériens
- Aéroport de Nice-Côte d'Azur,
- Héliport de Monaco.

#### Ports
- Le port artificiel de Cap-d'Ail[15], à l'extrémité est du territoire de la commune, a son quai nord-est en frontière avec Monaco, à Fontvieille comme toute la partie est de la commune[16].
  - Port Hercule (Port de Monaco),
  - Port Lympia (port de Nice).

### Risques naturels et technologiques
Le 2 octobre 2020, de nombreux villages des vallées des Alpes-Maritimes (Breil-sur-Roya, Fontan, Roquebillière, Saint-Martin-Vésubie, Tende...) sont dévastés par la tempête Alex, un épisode méditerranéen de grande ampleur. Certains hameaux sont restés inaccessibles jusqu'à plus d'une semaine après la catastrophe et l'électricité n'a été rétablie que vers le 20 octobre. L'arrêté du 7 octobre 2020 portant reconnaissance de l'État de catastrophe naturelle a identifié 55 communes, dont Cap-d'Ail, au titre des « Inondations et coulées de boue du 2 au 3 octobre 2020 ».
La commune est située dans une zone de sismicité moyenne.

### Qualité de l'environnement
La volonté de valoriser son environnement permet à la commune d'être détentrice depuis 1995 du label « Pavillon bleu ».
Zone naturelle d'intérêt écologique, faunistique et floristique (ZNIEFF Marine de type 2) Pointe Mala et plateau du Cap-d'Ail, avec un remarquable sentier de découverte sur le littoral (panneaux pédagogiques sur la faune et la flore marine ou terrestre).

## Toponymie

### Origine du nom
Le nom de Cap-d'Ail vient de Cap d'Aglio, que l'on trouve sur la carte de Monaco de 1602.
D'après Jacques Astor, Ail vient de AL qui est une base pré-indo-européenne, rattachée à KAL, pierre, par Trombetti et Pierre Fouché.
D'autres hypothèses ont été proposées, par exemple Cau Daï, par André Compan, qu'il traduit par « Cap en forme de faux », ou une provenance du nom d'homme latin « Alius » par Dauzat et Rostaing.
Quant à la tour sarrasine, qui est un ancien poste de garde de la principauté de Monaco, elle porte sur la carte de 1602 le nom abeglio, dont l'étymologie n'est pas très claire. Certains y voient le dieu Apollon en ligure.
Le rapprochement d'Abeglio avec abeille (apis en latin, abiho en provençal), a donné les trois abeilles d'or des armoiries. Mais l'on sait que les armes parlantes peuvent être basées sur un rébus ou un à-peu-près. En tout état de cause, ce rapprochement semble assez fantaisiste, ainsi que le fait de considérer Aglio comme un diminutif d'Abeglio,. N'oublions pas non plus que la toponymie n'est devenue une science qu'au XIXe siècle, et qu'antérieurement l'origine des noms de ville était basé sur des rébus ou des calembours.

### Prononciation
En langue occitane niçoise (Georges Castellana), on dit Caup d'Alh et pour ses habitants lu capolhencs (norme classique) ou bien Cau d'Ai et lu Capouienc (norme mistralienne). Le Petit Larousse indique la prononciation « Cabdail » notée [kabdaj] mais on peut aussi bien s'en tenir à [kap daj].

## Histoire
Un premier document de 1078 fait mention du domaine de La Turbia. La Turbie, dont dépend le hameau de Cap-d'Ail, devient savoisienne en 1388.
Dans un acte de 1407, les Richieri, qui possédaient des droits sur Levens, les cédèrent aux Grimaldi de Beuil, en échange du fief d'Eze et du rivage maritime entre Eze et Monaco. L'acte, sanctionné par lettres patentes du seigneur suzerain, qui était le comte de Savoie, désigne ce rivage sous le nom de Caput Dalphini,.
Cap-d’Ail était, sous le nom de La Turbie-sur-Mer, la façade maritime de la commune de La Turbie, avant de s’en détacher et d'être érigée en commune le 30 décembre 1908, quatre ans après que la commune de Beausoleil ait fait de même. Cette fondation est un effet de la croissance urbaine monégasque de la fin du XIXe siècle. En 1921, la commune est classée comme étant une station climatique.
La conclusion des accords de Munich fin septembre 1938 suscite un soulagement et une joie profonde : contrairement aux usages, le conseil municipal attribue le nom du président du Conseil en exercice et encore en vie, Daladier, à une rue, le même Daladier qui l’année suivante organise la chasse aux noms de rues évoquant le communisme.
À la fin de la Seconde Guerre mondiale, Cap-d'Ail est libérée le 3 septembre 1944.

## Politique et administration

### Intercommunalité
Commune membre de la Métropole Nice Côte d'Azur.

### Liste des maires
| Période   | Période                   | Identité                   | Étiquette                | Qualité |
| --------- | ------------------------- | -------------------------- | ------------------------ | --- |
| 1909      | 1919                      | Charles Blanc              |                          | Premier maire de la commune |
| 1919      | 1925                      | François Lyons             |                          | Médecin |
| 1925      | 1929                      | Joseph Decanal             |                          | |
| 1929      | 1935                      | Henri Marescalchi          |                          | |
| 1935      | 1965                      | Raymond Gramaglia          | RI                       | Entrepreneur |
| 1965      | mars 1977                 | Étienne Gastaldi           |                          | |
| mars 1977 | juin 1995                 | Pierre Albrand (1921-2013) | PCF                      | Instituteur et directeur d'école, ancien déporté Maire honoraire (1996) |
| juin 1995 | En cours (au 17 mai 2025) | Xavier Beck                | RPR puis UMP-LR puis UDR | Avocat au barreau de Nice Député des Alpes-Maritimes (4e circ.) (1995 → 1997) Suppléant du député Emmanuel Aubert (1993 → 1995) Suppléant du député Jean-Claude Guibal (2012 → 2017) Conseiller général de Villefranche-sur-Mer (2011 → 2015) Conseiller départemental de Beausoleil (2015 → ) 1er vice-président du conseil départemental (2017 → ) Réélu pour le mandat 2020-2026 |

### Finances communales
En 2019, le budget de la commune était constitué ainsi :
- total des produits de fonctionnement : 8 530 000 €, soit 1 805 € par habitant ;
- total des charges de fonctionnement : 8 339 000 €, soit 1 764 € par habitant ;
- total des ressources d'investissement : 1 525 000 €, soit 323 € par habitant ;
- total des emplois d'investissement : 1 903 000 €, soit 403 € par habitant ;
- endettement : 203 000 €, soit 43 € par habitant.

Avec les taux de fiscalité suivants :
- taxe d'habitation : 9,58 % ;
- taxe foncière sur les propriétés bâties : 18,69 % ;
- taxe foncière sur les propriétés non bâties : 48,61 % ;
- taxe additionnelle à la taxe foncière sur les propriétés non bâties : 0,00 % ;
- cotisation foncière des entreprises : 0,00 %.

Chiffres clés Revenus et pauvreté des ménages en 2017 : médiane en 2017 du revenu disponible, par unité de consommation : 24 210 €.

### Jumelages
- Limone Piemonte (Italie)

## Population et société

### Démographie

#### Évolution démographique
L'évolution du nombre d'habitants est connue à travers les recensements de la population effectués dans la commune depuis 1911. Pour les communes de moins de 10 000 habitants, une enquête de recensement portant sur toute la population est réalisée tous les cinq ans, les populations de référence des années intermédiaires étant quant à elles estimées par interpolation ou extrapolation. Pour la commune, le premier recensement exhaustif entrant dans le cadre du nouveau dispositif a été réalisé en 2008.

En 2022, la commune comptait 4 491 habitants, en évolution de −3,59 % par rapport à 2016 (Alpes-Maritimes : +2,85 %, France hors Mayotte : +2,11 %).
| 1911  | 1921  | 1926  | 1931  | 1936  | 1946  | 1954  | 1962  | 1968  |
| ----- | ----- | ----- | ----- | ----- | ----- | ----- | ----- | ----- |
| 1 485 | 1 964 | 2 876 | 3 444 | 3 113 | 2 567 | 2 987 | 3 541 | 4 200 |

| 1975  | 1982  | 1990  | 1999  | 2006  | 2008  | 2013  | 2018  | 2022  |
| ----- | ----- | ----- | ----- | ----- | ----- | ----- | ----- | ----- |
| 4 282 | 4 402 | 4 859 | 4 532 | 4 887 | 4 997 | 4 606 | 4 529 | 4 491 |

### Enseignement
Établissements d'enseignements :
- Écoles maternelle et primaire[46],
- Collège à Beausoleil,
- Lycées à Monaco.

En juillet 2021, la commune devient la première à baptiser un établissement scolaire (l'école Saint-Antoine) du nom de Samuel Paty.

### Santé
Professionnels et établissements de santé :
- Médecins,
- Pharmacies,
- Hôpital à Monaco (Centre Hospitalier Princesse Grace)
- EHPAD dit Villa Sanitas, puis Hôtel du Cap Fleuri, actuellement maison de retraite dite Résidence du Cap Fleuri[49].

### Cultes
- Culte catholique, Paroisse Saint-Esprit[50], Diocèse de Nice.

## Économie

### Entreprises et commerces

#### Agriculture
- Plantes médicinales[51] et aromatiques[52],[53],[54].

#### Tourisme
En 1921, la ville fut classée station climatique.
- Station de villégiature de Cap-d'Ail[55].
- Hôtels :
  - Hôtel de voyageurs dit Hôtel Radium[56],
  - Hôtel de voyageurs dit Hôtel Neptune[57],
  - Hôtel de voyageurs dit Hôtel Eden[58].
- Restaurants.

#### Commerces et services
- Commerces et services de proximité[59].

## Culture locale et patrimoine

### Lieux et monuments
- Cap d'Ail, cap situé sur la commune.
- Le territoire de la commune est réputé pour ses villas « Belle Époque » luxueuses, qui virent arriver de nombreuses vedettes et personnalités dans la première partie du XXe siècle :
  - Villa Primavera (du Sphinx) construite entre 1911 et 1914 pour Alphonse Lenoir par l'architecte Arthur Demerlé et le décorateur Jules Wielhorski (1875-1961)[60],[61],[62]  ;
  - Château Malet ou château de l'Ermitage[63]  ;

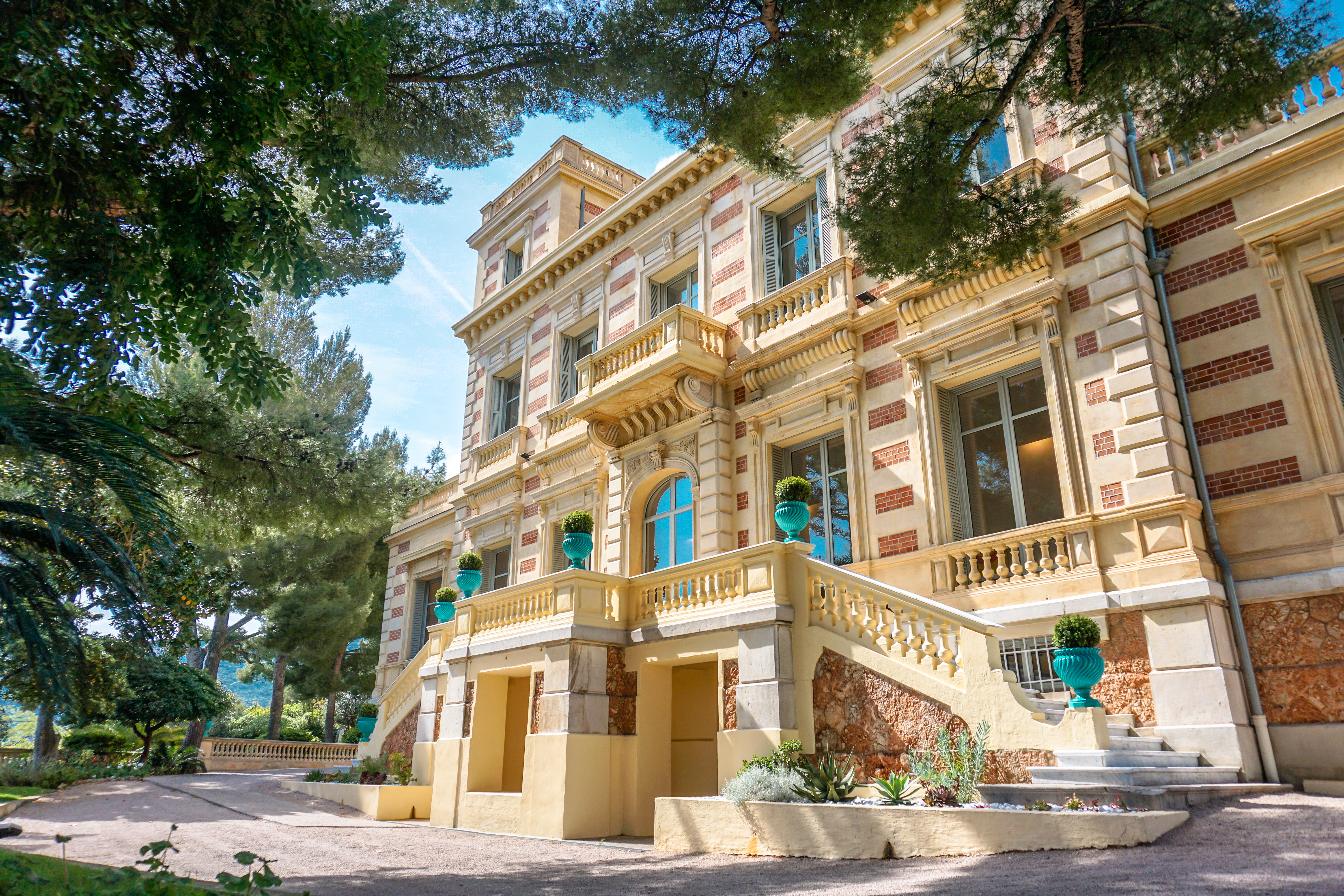
Château Les Terrasses.

- - Château Les Terrasses construit pour William Mendel, banquier à Londres, vers 1885[64] ;
  - Villa Mirasol construite par Gabrielle Réval vers 1908[65] ;
  - Villa Lumière ou Perle Blanche, construite par Antoine Lumière en 1902[66]  ;
  - Villa Hélios, construite en 1901 pour Louis Lumière[67] ;
  - Villa Logre puis villa Les Funambules construite en 1904 pour Madame Mareus, achetée en 1911 par Sacha Guitry[68] ;
  - Villa The Rock, construite en 1910 pour l'américain d'origine russe George Shlee. Greta Garbo y a vécu[69] ;
  - Villa La Capponcina construite en 1926 pour le capitaine Édouard Molyneux[70] ;
  - Villa Les Camélias, aujourd'hui musée ;
  - Villa Les Violettes[71]  ;
  - Villa Marizzina, bâtie en 1901 à la demande de la Comtesse de Morla[72] ;
  - Villa Paloma[73] ;
  - Villa Léa ;
  - Villa Les Roses[74]  ;
  - Villa Castellamar construite vers 1905[75]
- La commune de Cap-d'Ail propose également à la location, le château des Terrasses, sorti de terre en 1896, qui a accueilli en ses murs les grands de ce monde, comme le prince Albert Ier de Monaco. Racheté en 2001 par la municipalité de Cap-d'Ail.
- Le château de l'Ermitage ou château Malet. Aux alentours de 1892, le diplomate britannique Edward Malet, qui possède déjà le domaine de Saint-Laurent à Èze, acquiert un terrain de 5,8 ha au Cap-d'Ail et charge l'architecte danois Hans-Georg Tersling d'y construire une villa, achevée en 1896. D'une superficie d'environ 1000 m², elle donne sur Monte-Carlo et la mer Méditerranée. Elle possède notamment une salle de bal dont les plafonds peints atteignent 15 mètres de haut (le panneau central aurait été, dit-on, inspiré de celui de la salle des Empereurs de la résidence de Wurtzbourg en Allemagne, œuvre du peintre Giambattista Tiepolo) et un parc de 6 ha réalisé par le paysagiste Russell Page, qui comprend de nombreux éléments végétaux et architecturaux (roseraie, palmeraie, arbres séculaires, oliviers, pins maritimes, cascade, bassins aux nénuphars, piscine). La reine Victoria et l'impératrice Eugénie y ont notamment séjourné[76]. Le château appartient de nos jours à l'oligarque russe Nikolay Sarkisov[77].
- Musée La Villa les Camelias[78]
- Théâtre Cocteau, Centre méditerranéen d'études françaises[79].
- Monument aux morts[80].

### Édifice religieux
- Église Notre-Dame-du-Cap-Fleuri, construite en 1909. Elle est inscrite à l'Inventaire général du patrimoine culturel[81],[82].

### Personnalités liées à la commune
- Winston Churchill, le premier ministre britannique, a été maire honoraire de la commune.
- Didier Deschamps, ancien joueur et sélectionneur de l'équipe de France de football, habite la commune. Le stade municipal a été renommé à son nom.
- Greta Garbo a séjourné à de nombreuses reprises à la villa The Rock.
- Sacha Guitry.
- Les frères Auguste et Louis Lumière, qui ont possédé une magnifique demeure dans l'avenue Charles-Blanc.
- André Malraux et Josiane Clotis firent un séjour à la moitié de l'année 1941 à la villa Les Camélias.

### Héraldique
| Blason de Cap-d'Ail | Blason  | D’azur à la tour d’argent terrassée de sinople, accompagnée de trois abeilles d’or, ordonnées deux en flancs et une en chef. |
| Blason de Cap-d'Ail | Détails | Le statut officiel du blason reste à déterminer.                                                                             |